# Nepeta elliptica
Nepeta elliptica là một loài thực vật có hoa trong họ Hoa môi. Loài này được Royle ex Benth. mô tả khoa học đầu tiên năm 1833.